# Жан Марі Лейє Ленелго
Жан Марі Лейє Ленелго (нар. 1932) — політичний діяч Вануату, президент країни з 1994 до 1999 року.